# Mistrzostwa świata w kolarstwie przełajowym
Mistrzostwa świata w kolarstwie przełajowym zostały rozegrane pierwszy raz w Paryżu w 1950 roku. W 1967 roku wprowadzono wyścig amatorów, z którego zrezygnowano w 1993 roku. W 1994 roku zniesiono podział na zawodowców i amatorów, i od tej chwili seniorzy rywalizują wspólnie. Od 1996 roku wprowadzono rywalizację mężczyzn do lat 23. Kobiety przystąpiły do rywalizacji w 2000 roku podczas mistrzostw świata w holenderskiej miejscowości Sint-Michielsgestel. Zwycięzcy poszczególnych kategorii nagradzani są „tęczowymi koszulkami”. Mistrzostwa te organizowane są przez Międzynarodową Unię Kolarską (UCI).

## Organizatorzy mistrzostw
| - 1950 – Paryż, Francja - 1951 – Luksemburg, Luksemburg - 1952 – Genewa, Szwajcaria - 1953 – Oñati, Hiszpania - 1954 – Crenna, Włochy - 1955 – Saarbrücken, Protektorat Saary - 1956 – Luksemburg, Luksemburg - 1957 – Edelare, Belgia - 1958 – Limoges, Francja - 1959 – Genewa, Szwajcaria - 1960 – Tolosa, Hiszpania - 1961 – Hanower, RFN - 1962 – Esch-sur-Alzette, Luksemburg - 1963 – Calais, Francja - 1964 – Overboelare, Belgia - 1965 – Cavaria, Włochy - 1966 – Beasain, Hiszpania - 1967 – Zurych, Szwajcaria - 1968 – Luksemburg, Luksemburg - 1969 – Magstadt, RFN | - 1970 – Zolder, Belgia - 1971 – Apeldoorn, Holandia - 1972 – Praga, Czechosłowacja - 1973 – Londyn, Wielka Brytania - 1974 – Vera de Bidasoa, Hiszpania - 1975 – Melchnau, Szwajcaria - 1976 – Chazay-d’Azergues, Francja - 1977 – Hanower, RFN - 1978 – Amorebieta, Hiszpania - 1979 – Saccolongo, Włochy - 1980 – Wetzikon, Szwajcaria - 1981 – Tolosa, Hiszpania - 1982 – Lanarvily, Francja - 1983 – Birmingham, Wielka Brytania - 1984 – Oss, Holandia - 1985 – Monachium, RFN - 1986 – Lembeek, Belgia - 1987 – Mladá Boleslav, Czechosłowacja - 1988 – Hägendorf, Szwajcaria - 1989 – Pontchâteau, Francja | - 1990 – Getxo, Hiszpania - 1991 – Gieten, Holandia - 1992 – Leeds, Wielka Brytania - 1993 – Azzano Decimo, Włochy - 1994 – Koksijde, Belgia - 1995 – Eschenbach, Szwajcaria - 1996 – Montreuil, Francja - 1997 – Monachium, Niemcy - 1998 – Middelfart, Dania - 1999 – Poprad, Słowacja - 2000 – Sint-Michielsgestel, Holandia - 2001 – Tabor, Czechy - 2002 – Zolder, Belgia - 2003 – Monopoli, Włochy - 2004 – Pontchâteau, Francja - 2005 – St. Wendel, Niemcy - 2006 – Zeddam, Holandia - 2007 – Hooglede, Belgia - 2008 – Treviso, Włochy - 2009 – Hoogerheide, Holandia | - 2010 – Tabor, Czechy - 2011 – St. Wendel, Niemcy - 2012 – Koksijde, Belgia - 2013 – Louisville, USA - 2014 – Hoogerheide, Holandia - 2015 – Tabor, Czechy - 2016 – Zolder, Belgia - 2017 – Belvaux, Luksemburg - 2018 – Valkenburg, Holandia - 2019 – Bogense, Dania - 2020 – Dübendorf, Szwajcaria - 2021 – Ostenda, Belgia - 2022 – Fayetteville, USA - 2023 – Hoogerheide, Holandia - 2024 – Tabor, Czechy |

## Tabela medalowa
Stan po MŚ 2024.
| Miejsce | Państwo           |    |    |    | Razem |
| ------- | ----------------- | -- | -- | -- | ----- |
| 1.      | Belgia            | 62 | 55 | 48 | 165   |
| 2.      | Holandia          | 51 | 41 | 42 | 134   |
| 3.      | Francja           | 24 | 27 | 31 | 82    |
| 4.      | Szwajcaria        | 16 | 23 | 26 | 65    |
| 5.      | Niemcy            | 13 | 22 | 13 | 48    |
| 6.      | Włochy            | 12 | 7  | 12 | 31    |
| 7.      | Czechosłowacja    | 11 | 10 | 7  | 28    |
| 8.      | Wielka Brytania   | 10 | 9  | 5  | 24    |
| 9.      | Czechy            | 9  | 13 | 17 | 39    |
| 10.     | Dania             | 2  | 1  | 2  | 5     |
| 11.     | NRD               | 2  | 0  | 0  | 2     |
| 12.     | Stany Zjednoczone | 1  | 8  | 3  | 12    |
| 13.     | Hiszpania         | 1  | 4  | 0  | 5     |
| 14.     | Kanada            | 1  | 1  | 0  | 2     |
| 15.     | Polska            | 0  | 4  | 4  | 8     |
| 16.     | Słowacja          | 0  | 2  | 1  | 3     |
| 17.     | Węgry             | 0  | 1  | 1  | 2     |
| 18.     | Austria           | 0  | 0  | 1  | 1     |
| 18.     | Luksemburg        | 0  | 0  | 1  | 1     |